# Сілас
Сілас (порт. Paulo Silas, нар. 27 серпня 1965, Кампінас) — бразильський футболіст, що грав на позиції півзахисника. По завершенні ігрової кар'єри — футбольний тренер.
Виступав, зокрема, за клуб «Сан-Паулу», а також національну збірну Бразилії. Володар Кубка Бразилії. Чемпіон Аргентини. У складі збірної — володар Кубка Америки.

## Клубна кар'єра
Сілас розпочав свою кар'єру в 1980-х роках, виступаючи за молодіжні команди «Сан-Паулу». У дорослому футболі дебютував 1984 року виступами за команду клубу «Сан-Паулу». Стабільну ігрову практику в клубі почав отримувати в 1985 році, коли трикольорових очолював Отасіліу Піреш ді Камарго. В «Сан-Паулу» провів чотири сезони, взявши участь у 57 матчах чемпіонату.
В 1988 році Сілас залишає Бразилію та переїздить до Європи. Він переходить до лісабонського «Спортінга», в складі якого в той час виступали легендарні Родольфо Родрігес, Карлуш Мауел, Вілліам Дуглаш Гумія Менежеш та Ганс Ескільссон, а тренував цю команду уругваєць Педро Роша. В 1990 році Сілас покинув «Спортінг» та перейшов до уругвайського «Сентраль Еспаньйола». У тій команді Сілас у своєму дебютному сезоні в португальській команді став другим найкращим бомбардиром команди, поступився лише Паулінью Каскавелу. Під час свого нетривалого перебування в цьому клубі відзначився трьома голами в двох матчах. Після цього переїхав до Італії, де не зміг допомогти «Чезені» уникнути вильоту з ліги. Наступного сезону Сілас перейшов до «Сампдорії» та допоміг їй завоювати 6-те місце в італійській Серії А. В кінці цього ж сезону він повернувся до Бразилії, став переможцем Ліги Гаушу 1992 року та Кубку Бразилії цього ж року в складі «Інтернасьйоналу». Перед тим, як знову покинути Бразилію, в 1994 році Сілас став переможцем Ліги Каріока, у команді він виступав з такими відомими гравцями як Денер Аугушту ді Соужа та Маріо Жарделем.
У квітні 1995 року відправився до Аргентини, де відзначився 24 голами в 95 матчах у складі «Сан-Лоренсо», ставши легендою клубу. В складі «Сан-Лоренсо» виграв титул переможця чемпіонату Аргентини. Навіть на сьогодні Сілас вважається найкращою «десяткою» в історії клубу з 90-х років XX століття.
В 1997 році у Сіласа був нетривалий період виступів у «Сан-Паулу», після чого він віправився до Японії, де продовжив свої виступи в клубі «Кіото Санга», кольори якого він захищав протягом двох сезонів.
У 2000 році повернувся до Бразилії, де в складі «Атлетіку Паранаенсе» виграв останній свій титул, переможця Ліги Паранаенсе 2000 року. До 2002 року грав у складі команд «Ріо-Бранко», «Ітуано», «Америка Мінейру» та «Португеза Деспортос».
Завершив професійну ігрову кар'єру у клубі «Інтернасьйонал Лімейра», за який виступав протягом 2003—2004 років.

## Виступи за збірні
У 1980 році на молодіжному чемпіонаті світу з футболу U-20 (з урахуванням матчів, які провів у кваліфікації цього турніру) отримав нагороду Золотий м'яч Adidas.
1985 року залучався до складу молодіжної збірної Бразилії. Виступав на молодіжному чемпіонаті світу з футболу серед команд U-20, який проходив у Радянському Союзі. Визнавався найкращим гравцем турніру.
16 березня 1986 року дебютував у складі національної збірної Бразилії в товариському матчі проти збірної Угорщини в Будапешті. У 1986 році був викликаний до табору національної збірної Бразилії для участі в Чемпіонаті світу в Мексиці, на якому бразильці дісталися 1/4 фіналу. В 1987 році був викликаний головним тренером збірної Бразилії Карлушем Альберту Сілвою для участі в Кубку Америки в Аргентині. Сілас на цьому турнірі зіграв лише проти Венесуели.
Наступного разу до табору збірної для участі в домашньому Кубку Америки 1989 року Сіласа викликав новий головний тренер Селесау, Себастьян Лазароні. Збірна Бразилії вчетверте виграла цей турнір, а Сілас відіграв на ньому чотири матчі. 20 серпня 1989 року Сілас забив свій перший та єдиний м'яч у футболці Селесау, сталося це у матчі кваліфікації до Чемпіонату світу 1990 року проти Венесуели. Цим забитим м'ячем на 37-ій хвилині поєдинку він встановив рахунок 3:0 на користь бразильців, а сам поєдинок завершився розгромною перемогою Селесао з рахунком 6:0. Завдяки вдалим виступам у збірній та довірі головного тренера Сілас поїхав на свій другий чемпіонат світу, цього разу в Італії. На цьому Мундіалі Бразилія припинила боротьбу на стадії 1/8 фіналу, а Сілас відіграв три поєдинки.
Протягом кар'єри у національній команді, яка тривала 7 років, провів у формі головної команди країни 34 матчі, забивши 1 гол.

## Кар'єра тренера
Як тренер Сілас навчався та допомагав тренувати своєму найкращому другу Зетті «Парану», «Атлетіку Мінейру» та Фортелазу. В 2007 році, після відставки Зетті, став головним тренером «Форталези». А в середині 2008 року перейшов на посаду головного тренера клубу «Аваї», під керівництвом якого клуб завершував сезон у Лізі Катаріненсе та розпочав виступи в бразильській Серії B декількома днями пізніше.

### Аваї
15 березня 2008 року Сілас перейшов до «Аваї» й практично відразу увійшов до історії клубу, ставши одним з головних творців найбільшого успіху команди в історії, виходу до бразильської Серії A. Завдяки вдалим виступам в національному чемпіонаті в 2009 році клуб вийшов до Серії А, це стало можливим завдяки тріумфальному сезону 2008 року в Серії B, в останньому турі якого 11 листопада 2008 року завдяки єдиному голу Евандру «Аваї» мінімально перемогли «Бразильєнсе». Завдяки такому досягнення під час визначення найкращого тренера Бразилії, в якому брали журналісти з території всієї країни, Сілас обійшов головного фаворита нагороди, Ману Менезеша.
У 2008 році Сілас був нагороджений Трофеєм Густаву Куертена, який вручається найкращому тренеру року в штаті Санта-Катаріна.
15 березня 2009 року напередодні матчу першого туру Ліги Катаріненсе від імені Ради директорів президент клубу Жоау Нілсон Зуніну урочисто відкрив меморіальну дошку на честь дня народження тренера та одного року з моменту роботи Сіласа на посаді головного тренера «Аваї».
26 вересня 2009 року було оголошено припинення роботи Сіласа на посаді головного тренера «Аваї». Фахівець та Рада директорів вели переговори щодо нового контракту, але сторони так і не змогли досягти згоди, тому по завершенні контракту Сілас залишив клуб. Чинний на той час контракт тренера з клубом завершувався лише в останній день календарного року, тому він продовжував знаходитися на тренерському містку команди в двох останніх матчах чемпіонату. Він подякував фанам клубу, відзначивши, що «любов шанувальників стала його платнею за перехід до Флоріанополісу».
Після прощання з Сіласом, «Аваї» знову вирішив вшанувати свого колишнього тренера. Була створена мініатюрна скульптура самого Сіласа.
На сьогодні Сілас вважається одним з найвидатніших, якщо не найвидатнішим, тренерів в історії клубу.

### Греміо
6 грудня 2009 року Сіласа було офіційно представлено як нового головного тренера «Греміо».
Напередодні матчу кубку Бразилії 2010 року між «Аваї» та «Греміо» (новий клуб) Сілас заявив, що він все ж відчуває більшу любов до свого нинішнього клубу, а про команду з Флоріанополіса він вже забув, після чого залишив фанів «Аваї». Але на цьому неприємний інцидент не завершився, бо після матчу, який проходив в Порту-Алегрі, президент «Аваї», Жоау Зуніну, заявив, що Сілас вплинув на арбітра зустрічі, Алісіу Педру Жуніура і той несправедливо видалив гравця Аваї (Кайю). Сілас заперечив цей факт, але через декілька днів зустрівся з президентом клубу з Санта-Катаріни, щоб пояснити ситуацію; він також закликав вибачитися гравців, тренерський штаб та керівництво «Аваї» вибачитися за їх поведінку. Напередодні матчу між «Греміу» та «Аваї», який мав відбутися на стадіоні Рессакада, вболівальники «Аваї» зустрічали Сіласа по дорозі до готелю та висловлювали йому різноманітні прокльони. Перед самим початком зустрічі та під час неї уболівальники «Аваї» постійно дратували Сіласа та освистували його, а на одній з трибун вивісили банер з написом «брехун». Під час матчу Сілас на ці провокації не реагував, а по завершенні матчу, перед своїм від'їздом, на післяматчевому інтерв'ю прокоментував цю ситуацію. Він заявив, що «не хотів би повернутися до роботи в Аваї після такого прийому», хоча його почуття до клубу не змінилося; тренер вважав реакцію натовпу "дуже гучною" і припустив, що вона була спровокована місцевим журналістом; на завершення свого інтерв'ю, описав свої почуття як «приниження».
Сілас перейшов до «Греміо» як тренер, який мав репутацію «підвищувача», але зібрати дійсно сильну команду йому так і не вдалося. В 2010 році він привів команду до перемоги в Лізі Гаушу, але суперниками «Греміу» були відверто слабкі або погано організовані команди. Після того як команда вийшла до чемпіонату та кубку Бразилії вона отримала набагато сильніших суперників. Саме в протистоянні з цими суперниками стало зрозуміло, що навіть з якісними та технічними гравцями Сілас на посаді головного тренера не зможе продемонструвати ті ж результати, що й з «Аваї». Поразки йшли одна за одною, свідками деяких з них стали й уболівальники на Ештадіу Олімпіку Монументаль. Проте Рада директорів все ж вирішила залишити Сіласа на посаді головного тренера команди, незважаючи на виліт з кубку Бразилії та перебування команди в чемпіонаті в зоні вильоту.
8 серпня 2010 року, під тиском уболівальників клубу, головного тренера Сіласа та виконавчого директора клубу Луїша Онофре Мейру було звільнено із займаних посад, сталося це після поразки від «Флуміненсе» з рахунком 1:2. Сілас залишив свою посаду після того, як безвиграшна серія клубу в чемпіонаті дійшла до 8-ми матчів.

### Фламенгу
29 серпня 2010 року Сілас став головним тренером «Фламенгу». Але пропрацювавши в клубі трохи більше місяця, 4 жовтня, був звільнений з посади головного тренера, оскільки з 10 матчів під його керівництвом, «Фламенгу» здобув лише 1 перемогу.

### Повернення до Аваї
15 лютого 2011 року він оголосив про своє повернення до «Аваї», на чолі якого досяг свого найбільшого успіху як головний тренер, тим самим спростувавши свою ж заяву (як він пояснив—то була технічна помилка журналістів) про те, що «він більше ніколи не тренуватиме Аваї».
Його повторний дебют на тренерському містку Аваї припав на матч першого раунду кубку Бразилії. У тому виїзному поєдинку Аваї здобув перемогу з рахунком 3:0 над «Вільєною», проте Рессакада не побачила цього тріумфу. У 1/2 фіналу Аваї здобув упевнену перемогу з рахунком 2:0 над своїм принциповим конкурентом «Фігейренсе» та вийшов до півфіналу «Ліги Катаріненсе», після цієї перемоги Сілас отримав пропозицію очолити аргентинський «Сан-Лоренцо», кольори якого він захищав ще як гравець. За словами тренера, пропозиція дійсно була, але він відмовився від неї. Але вже на іншу пропозицію, він погодився. Він відправився до Катару, щоб тренувати «Аль-Арабі».

### Катар

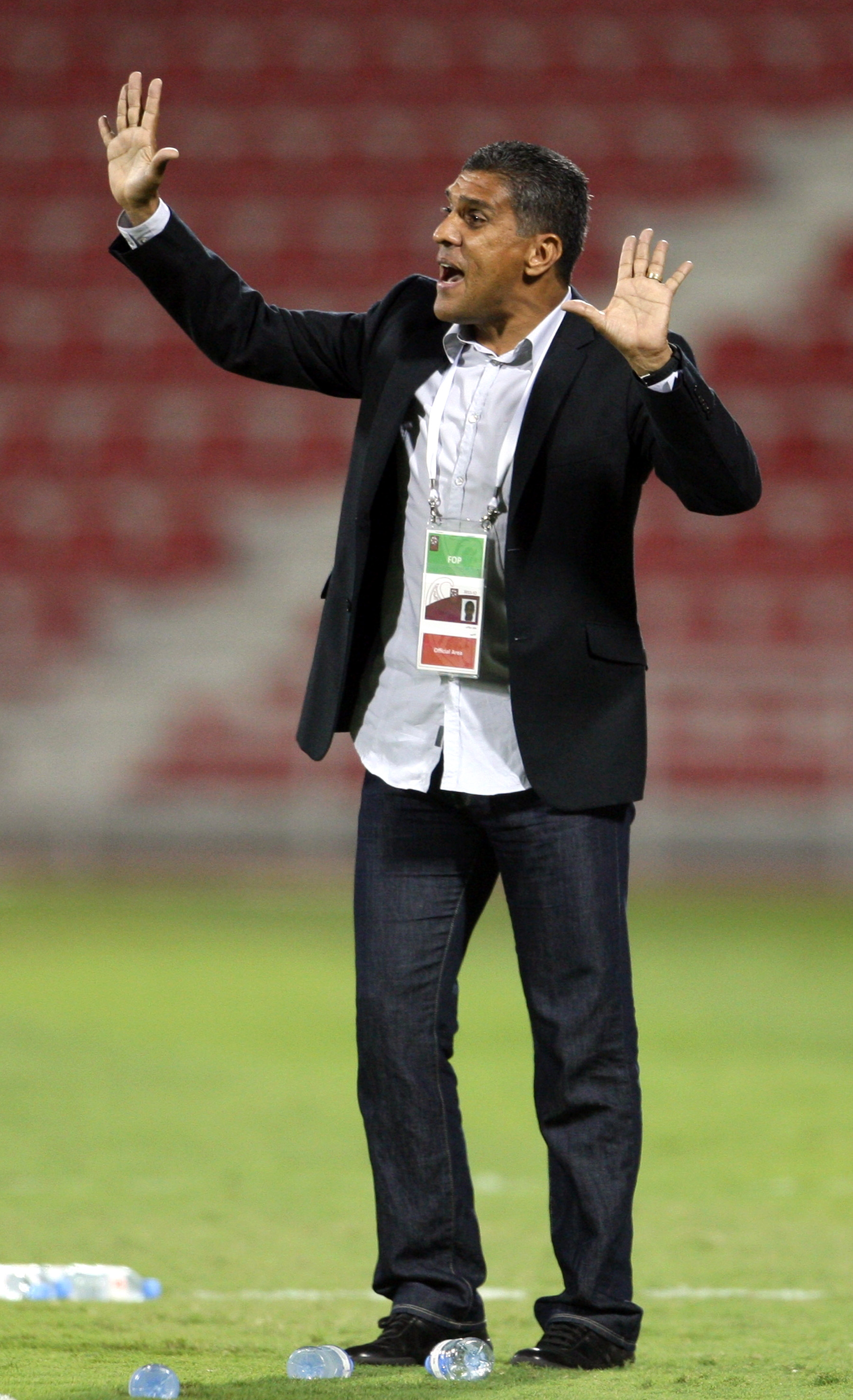
Сілас під час роботи з «Аль-Арабі». 2011 рік.

У період своєї першої роботи поза межами Бразилії Сілас вже через декілька тижнів здобув свій перший трофей. Його нова команда перемогла у фіналі кубку Шейха Джассіма з рахунком 3:2 «Ум-Салал».
В лютому 2012 року Сілас був звільнений з посади головного тренера «Аль-Арабі» після двох поразок поспіль.
28 листопада «Аль-Гарафа» та тренер розірвали контракт за обопільною згодою сторін.

### Наутіко
12 квітня 2013 року Сілас став головним тренером «Наутіко Капібарібе», замінивши на цій посаді Вагнера Мансіні, якого було звільнено через дві поспіль поразки в Лізі Пернамбукано. Керівництво клубу поставило перед ним дуже складне завдання, зважаючи на 4 поразки в останніх 5-ти матчах, а саме: вивести команду з цієї кризи. Проте вже 2 липня його було звільнено з займаної посади через незадовільний старт в чемпіонаті.

### Америка Мінейру
На чолі «Америка Мінейру» провів 22 матчі, з яких в 7-ми команда здобула перемоги, 11 матчів зіграла внічию та 4 рази поступилася.
Проте в 2014 році, після того як команда опинилася в зоні вильоту в турнірній таблиці Ліги Мінейро, його було звільнено. На цій посаді його замінив тогочасний тренер «Томбенсе» Моасір Жуніур.

### Португеза
Після того як Сілас практично домовився про роботу в «Понта Преті» в останній момент погодився очолити клуб «Португеза Деспортос», щоб врятувати команду з зони вильоту. Його було звільнено після того, як разом з  Луса  не зміг вийти до Z4 Серії B.

### Сеара
12 лютого 2015 року після відходу Даду Кавальканті було оголошено, що новим головним тренером клубу стане Сілас.
У 2015 році став переможцем Кубку Північно-Східної Бразилії.
Зрештою через невдалі результати команди його було звільнено.

### Аваї
Наразі останнім місцем тренерської роботи був клуб «Аваї», головним тренером команди якого Сілас був 2016 року.

## Титули і досягнення
| Сан-Паулу - Ліга Пауліста - Чемпіон (2): 1985, 1987 - Серія A - Чемпіон (1): 1986 Інтернасьйонал - Ліга Гаушу - Чемпіон (1): 1992 - Кубок Бразилії - Володар (1): 1992 Васко да Гама - Ліга Каріока - Чемпіон (1): 1994 Сан-Лоренсо - Чемпіонат Аргентини - Чемпіон (1): 1995 Атлетико-ПР - Ліга Паранаенсе - Чемпіон (1): 2000 Збірна Бразилії U-20 - Чемпіонат світу U-20 - Володар (1): 1985 - Чемпіонат Південної Америки U-20 - Володар (1): 1985 Збірна Бразилії - Кубок Америки - Володар (1): 1989 | Аваї - Ліга Катаріненсе - Чемпіон (1): 2009 Греміо - Ліга Гаушу - Чемпіон (1): 2010 Аль-Арабі - Кубок Шейха Джассіма - Володар (1): 2011 Аль-Гарафа - Кубок Еміра Катару - Володар (1): 2012 Сеара - Кубок Північно-Східної Бразилії - Володар (1): 2015 - Найкращий гравець Чемпіонату світу з футболу U-20 1986 року. - Найкращий тренер бразильської Серії B 2008 року. - Найкращий тренер (Трофей Густаву Куертена): 2008 - Найкращий тренер Серії А: - Срібний призер (1): 2009 |